# 六角時綱
六角 時綱（ろっかく ときつな）は、室町時代中期の武将。

## 生涯
六角満綱の次男として誕生。
文安元年（1444年）、兄・持綱に不満を抱いた家臣団から擁立され、翌文安2年（1445年）に父と兄を自殺に追い込んだ。室町幕府は弟・久頼を還俗させ、文安3年（1446年）8月に京極持清と共に時綱一派を討ち取る命令を下した。時綱らは近江国愛知郡飯高山で蜂起したが、9月5日に久頼と京極持清の軍勢に攻め込まれ、飯高山で家臣団と共に自害した。
子・政堯は生き残り、後に近江守護に任命されている。